# تريفلات ثلاثي ميثيل السيليل
تريفلات ثلاثي ميثيل السيليل هو مركب كيميائي من أملاح التريفلات المرتبطة بمجموعة ثلاثي ميثيل السيليل، ويوجد على شكل سائل عديم اللون.

## الاستخدامات
للمركب خواص شبيهة بمركب كلوريد ثلاثي ميثيل السيليل، و هو عادة ما يستخدم في الاصطناع العضوي. ومن أشهر تلك التطبيقات استخدامه في تحويل الكيتونات والألدهيدات إلى إيثر سيليلي إينولي.